# Christian Maurice Engelhardt
Pour les articles homonymes, voir Engelhardt.
Christian Maurice Engelhardt (ou Christian Moritz, Chrétien Maurice), né le 25 avril 1775 à Strasbourg et mort le 10 janvier 1858 dans la même ville, est un historien français, grand voyageur, également cartographe et illustrateur.

## Biographie
Issu d'une famille de protestants luthériens de la paroisse du Temple Neuf à Strasbourg, fils de négociant, il est le frère cadet de Daniel Frédéric Engelhardt (1772-1826), officier d'état-major, sous-préfet, peintre et critique d'art,.
Le 25 avril 1804, il épouse à Strasbourg Charlotte Schweighaeuser, fille de l'helléniste Jean Schweighaeuser et sœur de l'archéologue Jean Geoffroy Schweighaeuser. Elle-même latiniste et archéologue, grande randonneuse, c'est une femme de lettres connue sous le nom de Charlotte Engelhardt, auteure de poèmes et de contes, en alsacien et en allemand. Le couple n'eut pas d'enfants.
Comme son frère Daniel Frédéric, Christian Maurice fait sa scolarité au Gymnase Jean-Sturm. En 1789 il entreprend des études à la Faculté de philosophie de Strasbourg, puis, après son diplôme, il entre à la Ville de Strasbourg, où il effectue toute sa carrière, qu'il achève en 1837 comme chef de bureau de la police.
En parallèle, sa participation à la campagne des Grisons menée par Macdonald lui ont donné l'occasion de découvrir les paysages alpestres qui inspireront ses écrits. Marqué par une certaine forme de romantisme propre à son époque, il se passionne pour la nature, effectuant de nombreuses randonnées dans les Vosges et dans les Alpes.
Il voyage, noue des contacts avec des chercheurs français et allemands, collabore à plusieurs périodiques (Courrier de Strasbourg, Annales européennes, Morgenblatt, L'Alsa). À partir de 1807, il consacre deux années à la traduction du Code civil en allemand.
Intéressé par le patrimoine et par l'art, notamment médiéval, il consacre une publication, remarquée par l'archiviste Louis Spach, à une partie de l'Hortus deliciarum de Herrade de Landsberg. Il a en effet réalisé des calques des miniatures, qui s'avéreront précieux pour la reconstitution lorsque ce document unique sera détruit pendant le bombardement de la bibliothèque municipale de Strasbourg en 1870.

Miniatures du Hortus deliciarum reproduites par Engelhardt.
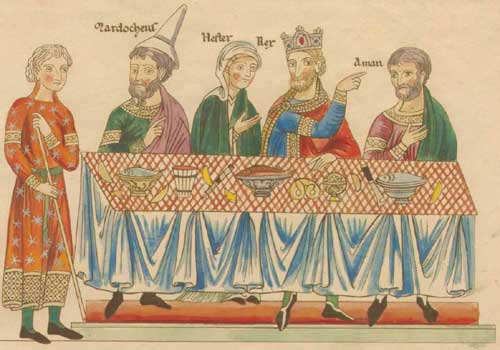
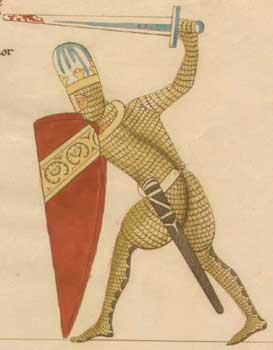
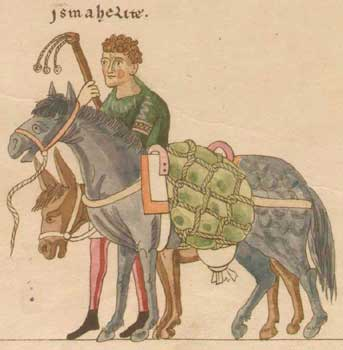
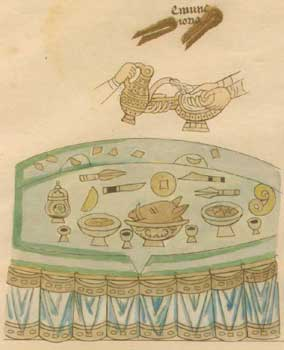
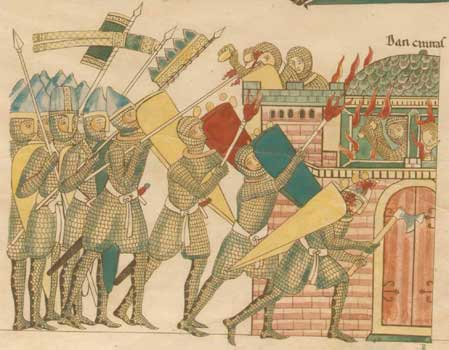

## Publications

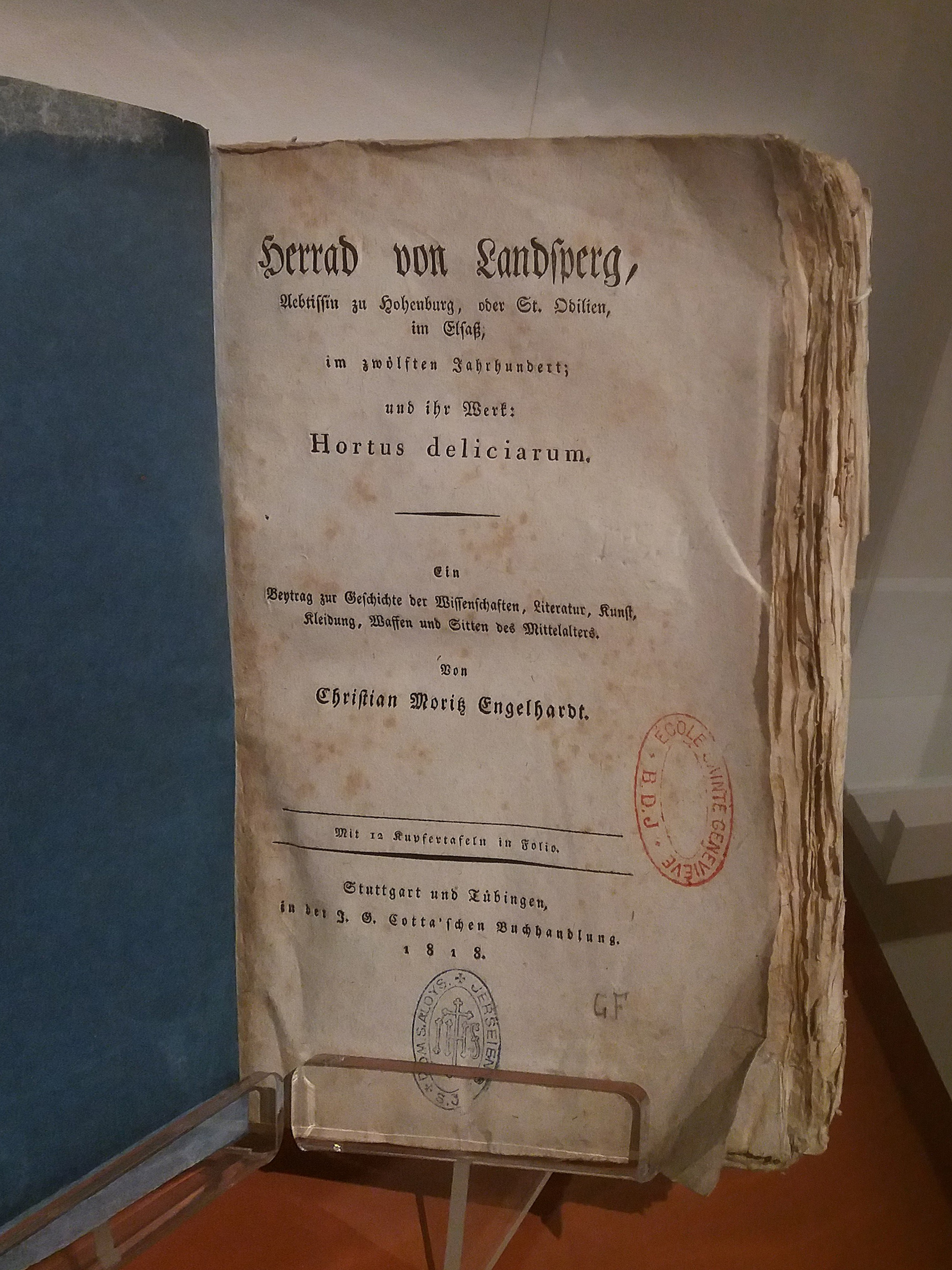
Herrad von Landsperg, Aebtissin zu Hohenburg... (1818) au musée de l'Imprimerie de Lyon.

- Reiseskizzen durch die Vogesen, Strasbourg, 1817, Numistral, [lire en ligne]
- Herrad von Landsperg, Aebtissin zu Hohenburg, oder St Odilien, im Elsass, im zwölften Jahrhundert und ihr Werk, Hortus deliciarum : ein Beytrag zur Geschichte der Wissenschafte, Literatur, Kunst, Kleidung, Wassen und Sitten des Mittelalters, J. G. Cotta, Stuttgart, Tübingen, 1818, lire en ligne sur Gallica, [lire en ligne] ou Numistral [lire en ligne]
- Wanderungen durch die Vogesen, Treuttel und Würtz, J. H. Heitz, Strasbourg, 1821, lire en ligne sur Gallica, [lire en ligne] ou Numistral, [lire en ligne]
- Der Ritter von Stauffenberg , ein altdeutsches Gedicht herausgegeben von Christian Moriz Engelhardt, 2 vol., Treuttel und Würtz, Strasbourg, 1823
- Naturschilderungen, Sittenzüge und wissenschaftliche Bemerkungen aus den höchsten Schweizer-Alpen, besonders in Süd- Wallis und Graubünden, Schweighäuser, Bâle, 1840
- Das Monta-Rosa-und Matterhorn (Mont-Cervin)- Gebirg, Treuttel und Würtz, Paris, Strasbourg, 1852